# Frontera entre Itàlia i Montenegro
La frontera entre Itàlia i Montenegro es la frontera internacional entre Itàlia, estat integrat a la Unió Europea i l'espai Schengen, i Montenegro. És íntegrament marítima dins del mar Adriàtic i està definida arran d'un tractat bilateral entre Itàlia i la República Socialista Federal de Iugoslàvia signat el 1968.
Es va produir un conflicte al sud de la frontera a propòsit de la frontera amb Sèrbia i Montenegro a les Boques de Kotor.
El trifini amb la frontera albanesa no està pas clarament delimitat per tractat. Entre l'Albània i Iugoslàvia per la frontera de les aigües territorials a l'Adriàtic segueix una línia dreta perpendicular al costat del nivell de la desembocadura principal del riu Bojana.

## Traçat
L'itinerari es defineix per l'acord entre Itàlia i Iugoslàvia relatiu a la delimitació de la plataforma continental entre els dos països del mar Adriàtic signat el 8 de gener de 1968. Només els darrers punts delimiten la frontera amb Montenegro.
- Punt 41 : 41° 50'.2 N, 17° 37'.0 E
- Punt 42 : 41° 38'.5 N, 18° 00'.0 E
- Punt 43 : 41° 30'.0 N, 18° 13'.0 E